# Шушкевич, Станислав Петрович
Станислав Петрович Шушкевич (6 (19 февраля) 1908 года — 1 февраля 1991 года) — советский поэт и прозаик. Заслуженный работник культуры Белорусской ССР (1983).

## Биография
Родился в семье безземельного крестьянина. В 1924—1926 годах учился в 11 семилетней школе Минска. В 1926 году стал участником литературного объединения «Молодняк». В 1928—1930 годах работал в Книжной палате и Государственной библиотеке БССР. В 1930—1931 годах руководил библиотекой научно-исследовательского института сельского и лесного хозяйства. В 1934—1935 годах работал в редакции газеты «Литература и искусство», «Колхозник Белоруссии», а в 1935—1936 годах в газете «Звезда». Был женат, имел ребёнка. Во время работы в газете был арестован по подозрению в принадлежности к контрреволюционной национально-демократической организации. 5 октября 1937 года был осуждён на 8 лет лагерей. С 1937 по 1946 годы находился в ссылке в Кемеровской области. Работал шахтёром, слесарем и бухгалтером в лагере МВД, а после 1944 года вольнонаёмным бухгалтером в совхозе. После освобождения работал учителем в средней школе. Повторно арестован 22 августа 1949 года и осуждён к ссылке в Красноярский край 12 декабря 1949 года, где в геологических экспедициях работал лесорубом. Реабилитирован Верховным судом БССР 29 декабря 1954 года. С 1956 по 1958 год работал в газете «Минская правда». В 1958—1970 годах был начальником отдела писем газеты «Литература и искусство». С 1970 года на пенсии. Окончательно реабилитирован 26 сентября 1975 года.
По свидетельству Станислава Станиславовича Шушкевича, доносы на его отца писала Эди Семёновна Огнецве́т.

## Творчество
Дебютировал стихотворением в январе 1924 (газета «Красная смена»). Автор сборников поэзии «Стихи» (1934), «Дорогою весны» (1959), «Вслед за мечтами» (1961), «Гроза» (1966), «Друзьям» (1972), «Дорога в золотую осень» (1983), «Эхо молодости» (1984), «Солнце над моим осенним садом» (1987), книги воспоминаний «Возвращение в молодость: Воспоминания и заметки» (Минск, 1968; в т.л. воспоминания о белорусских писателей), сборника сатиры и юмора «Груши на вербе» (1969), книжек стихов, рассказов и сказок для детей «Звериный бал» (1936), «Лесная колыбельная» (1958), «Сорочи теремок» (1959), «Мы на смену идем» (1961), «Гора Марата Казея» (1963), «Будильник» (1966), «Рассказы про Марата Казея» (1968, 1988), «Веселые дзятлікі» (1970), «Сколько коготков у кошки» (1972), «Двенадцать посланцев» (1973), «Бородатый комар» (1977), «Апрель» (1977), «Лиса с магнитофоном» (1979), «Сказочный терем» (1983), «Едет страшная Яга» (1985), «Козел на вертолете» (1987). В 1978 г. вышли Избранные произведения в 2 томах, в 1988 г. — «Избранное». Многие стихи С. П. Шушкевича положены на музыку.
Награждён медалями. Заслуженный работник культуры Белорусской ССР (1983).

## Семья
- Сын — Станислав Станиславович Шушкевич (1934—2022), белорусский политик, председатель последнего Верховного Совета Белорусской ССР, первый лидер независимой Беларуси после 1991 года.
- Жена - Екатерина Алексеевна
- Дочь - Галина Станиславовна 1947,
- Сын - Леонид Станиславович 1948,
- Дочь - Роза Станиславовна 1953,
- Дочь - Надежда Станиславовна 1953.
- Внуки — Станислав и Елена, Татьяна, Наталья, Ирина, Леонид, Ольга, Павел, Сергей